# آناستازیا ساوچوک
آناستازیا ساوچوک (اوکراینی: Анастасія Савчук؛ زادهٔ ۲ مارس ۱۹۹۶) ورزشکار شنای موزون اهل اوکراین است.